# ميليسا آيد
ميليسا آيد هي ممثلة كندية .
بعد مشاركتها في عدد من الأعمال التلفزية، انتقلت إلى المشاركة في السينما في فيلم جيسون إكس بدور جانيسا.

## روابط خارجية
- ميليسا آيد على موقع IMDb (الإنجليزية)
- ميليسا آيد على موقع ألو سيني (الفرنسية)
- ميليسا آيد على موقع أول موفي (الإنجليزية)
- ميليسا آيد على موقع قاعدة بيانات الفيلم (الإنجليزية)
- ميليسا آيد على موقع كينوبويسك (الروسية)

.